# Musasa (vattendrag i Burundi, Rutana)
Musasa är ett vattendrag i Burundi.   Det ligger i provinsen Rutana, i den södra delen av landet, 100 km sydost om huvudstaden Bujumbura.
Omgivningarna runt Musasa är en mosaik av jordbruksmark och naturlig växtlighet. Runt Musasa är det ganska tätbefolkat, med 239 invånare per kvadratkilometer.